# Depo (przystanek kolejowy na Białorusi)
Depo (biał. Дэпо; ros. Депо) – przystanek kolejowy w miejscowości Krzyczew, w rejonie krzyczewskim, w obwodzie mohylewskim, na Białorusi.